# Mihai Timofti
Mihai Timofti (în unele surse Mihai Timofte) (n. 19 septembrie 1948, Chișinău, URSS – d. 10 noiembrie 2023, Chișinău, Republica Moldova) a fost un regizor, actor, profesor universitar, nuvelist, scenarist și muzician moldovean, care a deținut titlul onorific de "Maestru în Artă", premiului "Eugeniu Ureche" și a două medalii de aur. A fost un reprezentant notabil al culturii Republicii Moldova.

## Biografie
În 1965 s-a înscris la Teatrul popular "Contemporanul" (Conducător artistic -  dramaturgul G. Timofte), unde, pentru prima dată a ieșit pe scenă în rolul principal din musicalul "Visuri și necazuri" (muzica: M. Timofti ; piesa: G. Timofte).
În 1967, la festivalul internațional al teatrelor populare, lui Mihai Timofti i-au fost decernate două medalii de aur, pentru rolul principal și muzica scrisă la comedia "Visuri și necazuri". A absolvit școala muzicală "Eugeniu Coca" (în prezent Liceul de muzică "Ciprian Porumbescu"), specialitatea clarinet.
În 1971, a absolvit facultatea de Regia dramă a Conservatorului de Stat "Gavriil Musicescu".
În perioada 1971 - 1981, a lucrat la studioul "Moldova - Film"  ca regizor și actor. A montat circa 40 filme documentare și muzicale de scurt metraj. S-a filmat în filmul "Lăutarii" în rolul - Călăuza (Vasile) (in titre: Mihai Timofte), de asemenea a luat parte la dublarea filmelor artistice.
În 1985, a absolvit (în afara țării sale) Conservatorul de Stat "N. A. Rimski-Korsakov" din Sankt-Petersburg, facultatea Regie Operă.
Între 1984 - 1985, a activat în calitate de regizor la Teatrul de comedie muzicală din Orenburg. Sunt remarcate montările "Onomastica Motanului Leopold" de B.Saveliev (prima montare a operei în Uniunea Sovietică) și "Rose-Marie" de Friml și Stotgardt.
Între 1986 - 1988, a lucrat ca prim regizor la Teatrul muzical din Saransk (Mordovia). Montări la care a contribuit sunt opereta "Regele Valsului" de J. Straus, opera comică "Dorotea" de T. Hrennikov sau "Donna Lucia" de O. Felțman.
Între 1989 - 1990, regiza la Teatrul muzical din Tomsk-7. montările "Comorile căpitanului Flint" de B. Saveliev și "Dorotea" de T. Hrennikov.
În 1990, este angajat la Teatrul Național de Operă și Balet din Chișinău.
În 1991, Mihai Timofti montează reprezentații din O seară de operetă "Ball-Surpriză", în scenariul și regia sa. Apoi, în Constanța, se ocupă de montarea operetei "Povestea soldățelului de Plumb" de Dumitru Capoianu la Teatrul Liric (în prezent Teatrul Național de Operă și Balet "Oleg Danovski").
Între 1992 - 1993, se ocupă cu spectacolul de revistă Ediție specială și cu opereta "Mam'zelle Nitouche " de F. Herve la Teatrul muzical "N. Leonard" din Galați, România.
Din 1993 a devenit cetățean al României.
Primul regizor de operă din Republica Moldova care a montat un spectacol muzical pentru copii, cu copii în rolurile principale – opera "Peter Pan" de L. Profeta
În anul 1996, se remarcă prin muzicalul "Fantezie de Crăciun", care are scenariul și regia semnate de Mihai Timofti, acesta fiind montat în România, Rusia și Moldova.
În 2007, i-a fost acordat titlul onorific de "Maestru în Artă".
În 2014, a fost filmat film documentar la postul de televiziune Moldova 1 despre Mihai Timofti "Portret în timp (Mihai Timofti, Maestru în artă)" - regia Nicolae (Nicu) Scorpan. Premiera a fost Luni, pe 19 Mai la ora 22:20 - PostulTV: Moldova1.
În 25 martie 2019, i-a fost decernat Premiul "Eugeniu Ureche" la Gala Premiilor UNITEM 2019, ediția a XVIII-a.
În septembrie 2023, a scris ultima s-a nuvelă "Dragoste destinată".

### Teatrul Național de Operă și Balet "Maria Bieșu"
- 1990 - Musical "Rățușca cea urâtă" de I. Covaci[5]
- 1991 - O seară de operetă "Ball-Surpriză" scenariul, regie Mihai Timofti
- 1993 -
  - Opera "Lucia di Lammermoor" de G. Donizetti
  - Opera "Peter Pan" de L. Profetta
- 1996 - 
  - Muzical " Fantezie de Crăciun " scenariul, regie de Mihai Timofti
  - Concert teatralizat "În memoriam Tamara Alioșina-Alexandrova (1928-1996)"
- 1997 - Opera "Carmen" de G. Bizet
- 2005 - Opera "Aida" de G. Verdi
- 2006 - Opereta "Liliacul" de J. Straus (versiunea engleză) (regia artistică și rolul lui Frosch)[6]
- 2010 - Concert Jubiliar - Ioan Paulencu (70 ani)
- 2012 - 
  - Concert teatralizat "Dor de Eminescu" scenariul, regie de Mihai Timofti
  - Opereta "Văduva veselă" de F. Lehár (regia artistică și rolul lui Neguș)[7]
- 2013 - 
  - Opera "Trubadurul" de G. Verdi
  - Opereta "Liliacul" de J. Straus (în limba română) (regia artistică și rolul lui Frosch)[8]
- 2014 - Musical "Rățușca cea urâtă" de I. Covaci

## Repertoriu

### Regizor (Montări)
Mihai Timofti a montat circa 40 filme documentare și muzicale de scurt metraj printre care menționăm:
- Filmul "Livezile intensive ale Moldovei"
- Film-portret Veronica Mihai "Cântecele mele"
- Film muzical de scurtmetraj "Covoarele moldovenești"
- Film muzical de scurtmetraj "Un cadou de nuntă"
- Filmul "Deputatul sovietului raional"
- Filmul "Ostașul e totdeauna-i ostaș"
- Filmul "Luminând calea altora ‒ ard singur"
- Filmul "Ritmuri tomnatice"
- Filmul "Izvoarele"
- Filmul "A reîntoarce omul"
- Filmul "Natura vie și moartă a ținutului natal"
- Filmul "Securitatea muncii și ocrotirea depozitelor producției chimice"
- Filmul "Mecanizarea atelierelor de cusătorie"

La fel a montat spectacole dramatice, concerte, musical-uri, operete și opere:
- Spectacol dramatic "Macbeth" de W. Shakespeare
- Musical "Onomastica motanului Leopold" de B. Saveliev (Prima montare a operei în Uniunea Sovietica)
- Musical "Comorile căpitanului Flint" de B. Saveliev
- Opera "Manon Lescaut" de G. Puccini
- Spectacolul de revistă "Ediție specială"
- Opera comică "Dorotea" de T. Hrennikov
- Opereta "Regele Valsului" de J. Strauss
- Musical "Donna Lucia" de O. Felțman
- Opereta "Silva" de E. Kálmán
- Opereta "Contele Luxembourg" F. Lehár
- Opereta "Povestea Soldățelului de Plumb" de Dumitru Capoianu
- Opereta "Mam’zelle Nitouche" de F. R. Hervé
- Musical "Fantezie de Crăciun" de M. Timofti
- O seară de operetă "Ball-Surpriză" de M. Timofti
- Opera "Peter Pan" de L. Profeta
- Opera "Lucia di Lammermoor" de G. Donizetti
- Opereta "Rose-Marie" de R. Friml și H. Stothart
- Opera "Otello" de G. Verdi
- Opera "Carmen" de G. Bizet
- Opera "Aida" de G. Verdi
- Opereta "Liliacul" de J. Straus (versiunea engleză)
- Concert teatralizat "Dor de Eminescu" de M. Timofti
- Opera "Trubadurul" de G. Verdi
- Opereta "Văduva veselă" de F. Lehár
- Opereta "Liliacul" de J. Straus (versiunea română)
- Musical "Rățușca cea Urâtă" de I. Covaci

### Actor
- Musical "Visuri și necazuri" de M. Timofti — Take
- Spectacol dramatic "Serghei Lazo" de G. Timofte — ordonat
- Spectacol dramatic "Jertfa" de G. Timofte — ofițer român
- Spectacol dramatic "Dragoste cu bucluc" de G. Timofte — Nicolae
- Filmul "Lăutarii" de E Loteanu — Vasile
- Vodevil "Pețirea Husarului" — Husar
- Spectacol dramatic "Moartea lui Tudor Ioan" — Boierul Cleșnin
- Spectacol dramatic "Suflete moarte" de N. Gogol — Nozdriov
- Spectacol dramatic "Macbeth" de W. Shakespeare — Macbeth
- Musical "Onomastica motanului Leopold" de B. Saveliev — motanul Leopold
- Opereta "Liliacul" de J. Straus — Frosch (versiunea engleză)[9]
- Opereta "Văduva veselă" de F. Lehár — Neguș
- Opereta "Liliacul" de J. Straus — Frosch (versiunea română)[10]

### Autor de scenarii
- Film-portret Veronica Mihai "Cântecele mele"
- Film muzical de scurtmetraj "Covoarele moldovenești"
- Film muzical de scurtmetraj "Un cadou de nuntă"
- Musical "Fantezie de Crăciun"
- O seară de operetă "Ball-Surpriză"
- Concert teatralizat "Dor de Eminescu"

### Compozitor
- Musical "Visuri și necazuri" (Libretto: G. Timofte)

### Autor de Nuvele
- Nuvela "Întâlnirea"
- Nuvela "Izvorul"
- Nuvela "Pian cu codă"
- Nuvela "Destinul"
- Nuvela "Călătorii îndrăgostiți"
- Nuvela "Dragoste destinată"

## Instrumente
Mihai Timofti a cântat la diferite instrumente: pian, clarinet, flaut, flaut-piccolo, trompetă, saxofon.

## Turnee
A avut turnee în România, Rusia, Spania, Portugalia, Marea Britanie, Irlanda, Germania, Elveția.

## Moartea
În 26.10.2023 maestrul M. Timofti a fost internat la Spitalul Cancelariei de Stat din Chișinău pe strada Drumul Viilor 34 la secția Urologie, cu acces la rinichi.
În 1.11.2023 (18:35) într-o stare deplorabilă - precomă, a fost transferat în Spitalul Clinic Republican „Timofei Moșneaga”, unde a fost operat pe 3.11.2023 pentru a debloca rinichii, operația a fost stopată din cauza hemoragiei difuze. 

Maestrul Timofti a rămas în comă profundă (coma 3). 
În 10 Noiembrie 2023 la 12:20 - Mihai Timofti s-a stins din viață la Spitalul Clinic Republican „Timofei Moșneaga” din Chișinău.
Cauza de deces (Informația este oficială și se bazează pe certificatul medical constatator al decesului - M. Timofti): 

 I. a) Șoc toxico-septic; b) Sepsis mixt: uronefrogen, pulmonar; c) Pionefroză pe stânga.

 II. Litiază renală bilaterală.
În 13 Noiembrie 2023 - Maestrul este înmormântat la Cimitirul „Sfântul Lazăr” din Chișinău - Cartier: 282 | Randul: 39 | Locul: 1a st.

## In Memoriam
- În 18 iunie 2024 in memoriam maestrului Mihai Timofti au fost lansate Stickere (peste 60 imagini) pentru celebrele aplicații de mesagerie Telegram[12] și Viber (3 colecții)[13][14][15], care reflectă moștenirea artistică și semnificația sa.

- În octombrie 2024 au fost realizate două lucrări (portrete ca operă de artă) "in memoriam maestrului M. Timofti" de Iurie Brașoveanu. Cu două citate maestrului M. Timofti[16] [17]

- În 7 noiembrie 2024, Poșta Moldovei a lansat o carte poștală cu marcă fixă, dedicată memoriei lui Mihail Timofti. Cartea poștală a fost emisă de Oficiul Poștal Central al Moldovei (MD-2012) într-un tiraj de 200 de exemplare, iar valoarea acesteia a fost de 12 lei moldovenești. De asemenea, cartea poștală a fost pusă la vânzare în magazinul filatelic.[18] [19] [20]

- În 10 noiembrie 2024, în memoria maestrului M. Timofti (Timofte), a fost lansată o piesă în limba română. Această compoziție a devenit un omagiu muzical adus unui maestru deosebit, subliniind contribuția sa semnificativă la dezvoltarea culturii și artei.[21] [22]

- În 14 noiembrie 2024 a fost lansată o altă piesă, dar de data aceasta în limba rusă, dedicată memoriei lui M. Timofti. Aceasta este o adaptare a textului original în limba română, cu o melodie originală și un tempo mai energic. Această interpretare muzicală simbolizează caracterul lui M. Timofti — un om plin de energie vitală și cu un simț al umorului remarcabil.[23] [24]

- În 20 noiembrie 2024, a fost emisă o marcă poștală personalizată în memoria Maestrului Mihail Timofti. Poșta Moldovei.[25]